# Saint-Charles (Ontario)
Pour les articles homonymes, voir Saint-Charles.

Saint-Charles est une ville située dans le district de Sudbury dans la province de l'Ontario au Canada.
Au dernier recensement de 2006, la population s'élevait à 1 159 personnes. La ville de Saint-Charles est majoritairement franco-ontarienne avec 71 % de la population qui est francophone.

## Histoire
Dans l’ouest du lac Nipissing, on retrouve les villages de Warren, Saint-Charles et Noëlville, mais aussi les hameaux de Hagar, Alban, Monetville.
À Warren, on reçoit des colons dans une agriculture mixte à compter des années 1880, mais la bourgeoisie commerçante est surtout anglophone, attirée par le docteur Warren qui est propriétaire de la scierie, qui attire plusieurs ouvriers canadiens-français. La municipalité des cantons de Ratter-Dunnet est constituée en 1895. La mission devient la paroisse Saint-Thomas-l’Apôtre en 1901. 
Frank Dupuis aurait raconté plus tard : « Je suis venu ici pour ouvrir le pays et y établir mes enfants », parole selon Séguin qui ressemble plus à celle « un conquérant d’empire plus que celle d’un modeste colon ». Son épouse s’inscrit dans la même veine :
"Après deux jours et une nuit [en train], on mit pied à terre à Warren. Colley, notre chien, saute en bas du char le premier, puis mes petits bondissent par derrière, tous joyeux. On s’empresse de partir un feu. Des écorces de bouleaux, des éclisses de beau pin sec sont à la portée de la main. On fait le feu sur un beau galet au bord de la track. Je ne passe jamais devant la gare de Warren sans regarder ce galet et évoquer ces souvenirs; pour moi c’est comme une pierre historique. Le petit déjeuner avait été pris avec appétit : des bonnes patates frites et du bon pain cuit au Castor. Cinquante ans plus tard, les enfants disent encore : « Comme c’était bon, hein maman ». […] Le char de freight fut tôt déchargé. Il ne nous restait plus qu’à franchir la grande lisière sombre de la forêt entre Warren et le Grand-Brûlé. Il n’y avait pas de chemin, à peine une route, pas de ponts non plus. Le « bonhomme » avait blaisé une espèce de trail jusque chez nous. Je me souviendrai toujours de ce voyage; c’était au printemps. Nous avions de la boue jusqu’aux genoux, les chevaux calaient jusqu’au ventre. Suivant les détours de la piste, notre petite caravance arrive de peine et de misée à notre nouvelle patrie. Courageaux comme les Israélites qui se dirigeaient vers la Terre Inconnue, vers l’Eden promis. Arrivés au terme, on n’était pas trop fatiguée pour rire de nos péripéties de voyage, ces culbutes prises en cours de route. Déjà nous rêvions de bâtir une belle église sur cette terre qu’on savait fertile; on entrevoyait, dans nos espérances, une maisonnette bien chaude, une grange à l’orée de la forêt, des beaux champs de blé, des champs d’avoie, des troupeaux gras.Tout ceci nous faisait entrevoir une période de défrichement assez dure, mais on avait du cœur et des bras, du courage et une bonne santé. À ces heures on ne songeait pas trop aux difficultés et à la misère; on voyait tout en rose."
Frank Dupuis sera scieur, forgeron, hôtelier, en plus de veiller à une terre. 
Saint-Charles, à une dizaine de kilomètres au sud-ouest de Warren, nait durant la décennie 1890. Les bucherons ont remarqué des endroits où les feux ont déboisé des plaines et il leur semble facile de « faire la terre ». Cette région au sud de Dunnet est surnommé le « Grand-Brûlé ». Les familles pionnières sont les Bédard, Brisson, Chamberland, Dupuis, Gauthier, Gervais, Gosselin, Lapensée, Lefebvre, Racicot, Pilon, Savary, Saint-Louis, Simon, Young. La municipalité des cantons Casimir, Jennings et Appleby est constituée en 1908. De résumer Gervais, « Une grande partie de ces trois cantons est rocheuse, marécageuse ou impropre à l’agriculture qui, dans ces cantons, est généralement peu prospère. » On exploite donc les terres pour leur bois bien plus que pour leurs terres. « La vie agricole dépend de l’industrie forestière : les colons travaillent à leur terre l’été, mais vont gagner de l’argent dans les chantiers l’hiver. » L’école publique Dunnett no 3 ouvre en 1899, tout comme une école au « Petit-Brûlé ». Quelques écoles séparées et quelques écoles publiques existent. La chapelle devient la paroisse Saint-Charles-Borromée en 1904. 
Au niveau des origines, presque la moitié de la population est originaire d’Embrun (Ontario) ou d’ailleurs dans l’Est ontarien (comtés de Prescott, Russell, Carleton et Renfrew). Une forte minorité provient aussi des régions frontalières du Québec (Pontiac, Outaouais, Argenteuil, Montérégie) et parfois plus loin (Lanaudière, Bas-du-Fleuve, Gaspésie). On retrouve aussi quelques dizaines d’émigrants originaires de la Nouvelle-Angleterre (Woonsocket, Providence, Fall River, Holyoke, New Bedford, Berlin Falls), du New York (Fort Covington, Benson Mines, Massena, Sunset), du Michigan (Norway), du Wisconsin (Chippewa Falls), du Minnesota (Duluth) ou du Montana. 
Le recueil du curé Lionel Séguin, publié en 1945, continent nombre de témoignages de ce genre, bien qu’il ne partage pas beaucoup de détails sur la méthodologie. Il précise seulement qu’il a fait le tour de ses paroissiens pour recueillir les renseignements et les histoires de la colonisation. Il consacre seulement un paragraphe aux visites de l’inspecteur W. Summerby pendant le règlement 17 et la résistance des paroissiens contre celui-ci. Séguin partage cependant des détails à son sujet : Il est né à Ottawa en 1886. Il est fils de G.W. Séguin, président de l’Union Saint-Joseph. Il fait des études classiques à Sainte-Thérèse, et des études théologiques au Grand Séminaire de Montréal. Il est ordonné par l’évoque Joseph Scollard (diocèse de Sault-Sainte-Marie) en 1910, mais poursuit des études à Rome et termine un doctorat en études canoniques à l’université de Louvain en 1912, avant d’être nommé curé de la paroisse de Warren, qu’il a la tâche de construire, à partir de 1914. Il passera sera curé à St-Charles, de 1918 à 1930 et de 1937 à 1942.
La future ville de Saint-Charles fut fondée à l'emplacement d'un lieu-dit nommé "Grand-Brûlé", vers 1890, avec l’arrivée des premiers pionniers provenant du Québec et de l’Est ontarien, via le chemin de fer du Canadien Pacifique.
En 1904, le village construisit une église qui fut appelée "St-Charles Borromée". Par la suite la communauté prit le nom de St-Charles.
La colonisation de Saint-Charles cesse à la fin des années 1910 – le village n’est rejoint par une route avec Noëlville qu’en 1922 –  et reprend un peu pendant la Dépression, mais le processus demeure incomplet : « Au nord du village, le Petit-Brûlé n’est que partiellement occupé. A l’ouest et au sud du village, les terres cultivées ne s’étendent pas très loin. Plusieurs familles quittent leurs terres. » En 1940, le service téléphonique ne rejoint qu’une cinquantaine de personnes. La population stagne et se met même à reculer après 1940. Dans les cantons Casimir, Jennings et Appleby, la population augmente significativement entre 1901 et 1911, passant de 282 à 730, mais stagne dès la fin de la décennie, car on retrouve 819 résidents en 1931, 880 en 1931 et 894 en 1941. Elle recule même pour atteindre 851 en 1951. Autrement dit, le nombre de naissances et d’arrivées est presqu’identique au nombre de décès et de départs. Ce n’est qu’en 1961 et 1971 qu’elle augmente à nouveau à 1124 et à 1300. 
Au niveau des migrations vers des destinations industrielles, on retrouve des gens qui déménagent vers Hearst, Kapuskasing, Kirkland Lake, Smooth Rock Falls, Ansonville, Iroquois Falls, North Bay, Rouyn-Noranda et Alma. Le Sud de l’Ontario attire très peu, outre quelques rares migrants vers Penetanguishene, Toronto, Niagara Falls, Windsor ou Tecumseh. Outre les retours dans l’Est ontarien, Ottawa aussi attire fort peu de migrants. On retrouve aussi quelques migrations vers Montréal ou Vancouver, mais c’est plutôt rare. D’ailleurs, l’ouvrage de Séguin contient un long éloge du travail des cultivateurs, de la croissance des familles, mais est visiblement inquiet de l’exode, assez pour y consacrer de longs passages. La ville st rien de moins que l’abandon de la Providence, de la foi, de la culture et de la langue.
"Je veux parler de cet exode systématique qui a pris des proportions phénoménales et qui pourrait bien être une des causes principales de notre déchéance nationale, la perte de notre foi et l’avilissement de notre prestige racial. […] D’aucuns prétendront peut-être que c’est une question bien bizarre qui n’a pas sa place dans notre Petite Histoire. […] Comment donc un prêtre, un curé Canadien français, pourrait-il rester confortablement assis, paisiblement recueilli, dans le calme de son presbytère, en face de ce péril imminent sans essayer de scruter cette plaie sociale et d’en approfondir les causes et les conséquences inévitables? […] La triste expérience démontre que la désertion des campanges est une menace pour l’Agriculture, une perturbation sociale, d’où découle souvent la perte de la foi, les mariages mixtes et que sais-je encore. L’avenir de notre paroisse, de notre jeunesse, pourtant en plein épanouissement, est compromis par cet exode systématique vers Sudbury et ses banlieues minières. L’attirance vers ces régions est encore pis que celle d’autrefois […], à cause de sa proximité et des alléchantes opportunités plus fascinantes, pour nos paysans et plus néfastes aussi. Depuis quelques années, il est établi un courant d’émigration incontestable vers ces régions. […] Il semble que notre jeunesse, subissant l’influence des temps modernes, a pris le dégoût des travaux de la terre. La charrue devient trop lourde, le faux et la hache blessent et meurtrissent les mains. […] Il semble que de nos jours la paroisse n’a pas assez d’attraits, les parents pas assez d’autorité pour retenir cette belle jeunesse devenue dévergondée, cupide, avide de plaisirs, de confort […]."
"L’ombre du clocher natal ne leur dit plus rien, le son évocateur des cloches du village ne les émeut plus. La ville, avec tous ses enchantements, les attire, les fascine, ils ne rêvent plus qu’à s’établir au milieu de cette vie fictive et tapageuse. Pour toute ambition, ils chérissent le rêve de devenir « mucker », dans les entrailles de la terre, à un sixième « level », à avoir sa « chaudière  à lunch » noire et son thermos.
Pourtant, ce n’est pas qu’ont soit fasciné par la grâce champêtre de ces centres miniers qui, dans toute leur aridité, font penser à ce que doivent être les limbes; des terres incultes avec tous les enlaidisssements du progrès; Copper Cliff, Garson, Coniston, avec leurs hautes cheminées – les plus hautes de l’empire britannique – crachent une fumée sale, noir panache flottant dans l’air, portant dans sa doublure des soufres toxiques, aux odeurs nauséabondes, qui étreignent la gorge. […]"
"Dans les faubourgs écrasés, à l’ombre de ces fourneaux ardents, s’entassent les maisonnettes enfumées, empestée. Ces pâtés de maisons serrées les unes contre les autres, formant une « place » qui peut à peine être appelée un village; sans caractère, sans sourire, sans beauté plastique. Vers ces taudis se dirigent des figures pâles, charbonnées, des hommes aux poumons encrassés, étranglées par le soufre, les muqueuses irritées. Ces mineurs font du jour la nuit et de la nuit le jour, et pour eux le septième jour, jour de repos, tombe n’importe quand dans la semaine.
À la campagne, il est vrai, l’habitant se livre à un travail pénible, souvent il doit se courber vers la terre, mais il reste son propre boss, ne fait pas de courbette sous la férule d’aucun foreman. Il lui faut peiner mais jamais ramper ni s’avilir pour ne pas être « layoffé » ou perdre sa job. Il lui faut certes travailler durement, mais il trouve sa récompense dans l’indépendance; il demeure maître de sa personne; il ne punch pas son « temps »; il conserve sa santé; il respire l’air pur, salubre et vivifiant. Il travaille, mais il s’appartient, il jouit de son indépendance et de sa liberté, et se sent plus près de Dieux. À la campagne, on s’édifie mutuellement, on chante sa foi, on vit en paix. Cela réchauffe les âmes tièdes, réconforte les esprits faibles et entraine les indécis La culture des champs comporte quelque chose d’antique et presque divin.
On retrouve près de deux centaines des personnes qui tombent dans la catégorie « Demeure à Sudbury » ou « Demeure à Coniston » ou qui sont nés à Sudbury. La naissance à l’hôpital étant toujours plus l’exception que la règle pour des gens qui habitent à Saint-Charles avant les années 1940, on peut présumer que la plupart des enfants nés à Sudbury entre 1900 et 1943 sont nés de parents qui y habitent. Notons aussi que les statistiques ne sont pas bavardes sur l’occupation de chaque paroissien, et encore moins de leurs enfants qui sont encore à la maison ou en début de carrière.
De nos jours une grande partie des habitants vont travailler dans la ville de Grand Sudbury.

### Tableau: Peuplement d’une sélection de cantons et de villages du lac Nipissing (1891-1941[7])
| Municipalité          | 1891 | 1901 | 1911 | 1921   | 1931   | 1941   |
| (CJA) St-Charles      | 155  | 282  | 730  | 819    | 880    | 894    |
| (CMM) Noëlville       | -    | 118  | 1091 | 1342   | 1447   | 1651   |
| (RD) Warren           | -    | 774  | 1199 | 1119   | 1228   | 1355   |
| (C) Verner            | -    | 868  | 1445 | 1544   | 1509   | 1464   |
| Cache-Bay             | -    | -    | 889  | 925    | 1151   | 1004   |
| Sturgeon Falls        | -    | 1418 | 2199 | 4125   | 4234   | 4576   |
| North Bay             | 1848 | 2530 | 7737 | 10 692 | 15 528 | 15 599 |
| Bonfield              | -    | 403  | 484  | 421    | 493    | 497    |
| Mattawa               | 1438 | 1400 | 1524 | 1462   | 1631   | 1971   |
| *réserves autochtones | -    | -    | 400  | 341    | 312    | 414    |

## Démographie
| 2001  | 2006  | 2011  | 2016  |
| ----- | ----- | ----- | ----- |
| 1 245 | 1 159 | 1 282 | 1 269 |